# Stornäbbad kråka
Stornäbbad kråka (Corvus macrorhynchos) är en vida spridd asiatisk fågel i familjen kråkfåglar inom ordningen tättingar. Dess inre systematik är omdiskuterad och troligen utgör den ett komplex av flera arter.

## Utseende
Stornäbbad kråka är en medelstor till stor (46–59 cm) kråka som varierar krafitgt i storlek. Karakteristiskt är den rätt långa, dolkliknande och något böjda näbben samt det rundade huvudet med brant panna. Vissa populationer är storväxta, med kraftig näbb och korpliknande kilformad stjärt, medan andra (exempelvis culminatus, se nedan) är mindre, med tunnare näbb. Vingar, stjärt, ansikte och strupe är glansigt svarta, medan nacke, axlar och nedre delen av kroppen är mörkgrå. I Indien är den dock nästan helsvart.

## Utbredning och systematik
Det råder oenighet vilka populationer som ska räknas in i arten. AviList urskiljer tio underarter med följande utbredning:
- Corvus macrorhynchos japonensis – södra Sachalin, Kurilerna och norra japanska övärlden
- Corvus macrorhynchos connectens – Ryukyuöarna (Amami-O-Shima, Okinawa och Miyako-jima)
- Corvus macrorhynchos osai – södra Ryukyuöarna (Ishigaki, Iriomote, Kobama, Kuru och Aragusuku)
- Corvus macrorhynchos mandschuricus – nordöstra Asien (östra och sydöstra Sibirien, norra Sachalin, Koreahalvön och nordöstra Kina
- Corvus macrorhynchos colonorum – centrala och södra Kina, Taiwan, Hainan och norra Indokina
- Corvus macrorhynchos tibetosinensis – Tibet och östra Himalaya till norra Myanmar och södra Kina
- Corvus macrorhynchos intermedius – Afghanistan och Pakistan genom centrala Himalaya
- Corvus macrorhynchos macrorhynchos – Malackahalvön, Borneo, Sumatra, Java och Små Sundaöarna till Romang och Sermata
- Corvus macrorhynchos levaillanti – nordöstra Indien västerut till Bengalen, östra Nepal österut till västra Thailand samt Andamanöarna
- Corvus macrorhynchos culminatus – Indiska halvön och Sri Lanka

Genetiska studier antyder att stornäbbad kråka kan delas in i tre grupper: "C. japonensis" (inklusive mandshuricus, connectens, osai, tibetosinensis och intermedius), "C. levaillantii" (med culminatus och colonorum) samt "C. macrorhynchos". Även den första gruppen kan också bestå av flera arter, där taxonet osai har avvikande läten och japonicus samt mandshuricus  beter sig som skilda arter på centrala Sachalin. Andra studier pekar på att colonorum står närmare japonensis än levaillantii. Filippinkråka (C. philippinus) inkluderades tidigare som en del av komplexet, men urskiljs oftast som egen art.

## Levnadssätt
Stornäbbad kråka förekommer i skogsområden, parker och trädgårdar, i norr ofta nära floder. Den ses upp till 2000 meters höjd i Sri Lanka, 4500 i Sikkim och 5000 i Tibet. Fågeln är känd för att följa bergsklättrare så högt som 6400 meter över havet.

### Föda
Stornäbbad kråka är liksom många kråkfåglar en allätare som livnär sig på allt från as till grodor, ödlor, krabbor, insekter, frukt, nektar och till och med blomblad. Den födosöker utmed kusten och vägar, stjäl ur fågelbon och mat ur gambon samt dödar palmekorrar och gnagare. Fågeln ses oftast i par eller familjegrupper, gärna tillsammans med andra fåglar som huskråkor.

### Häckning

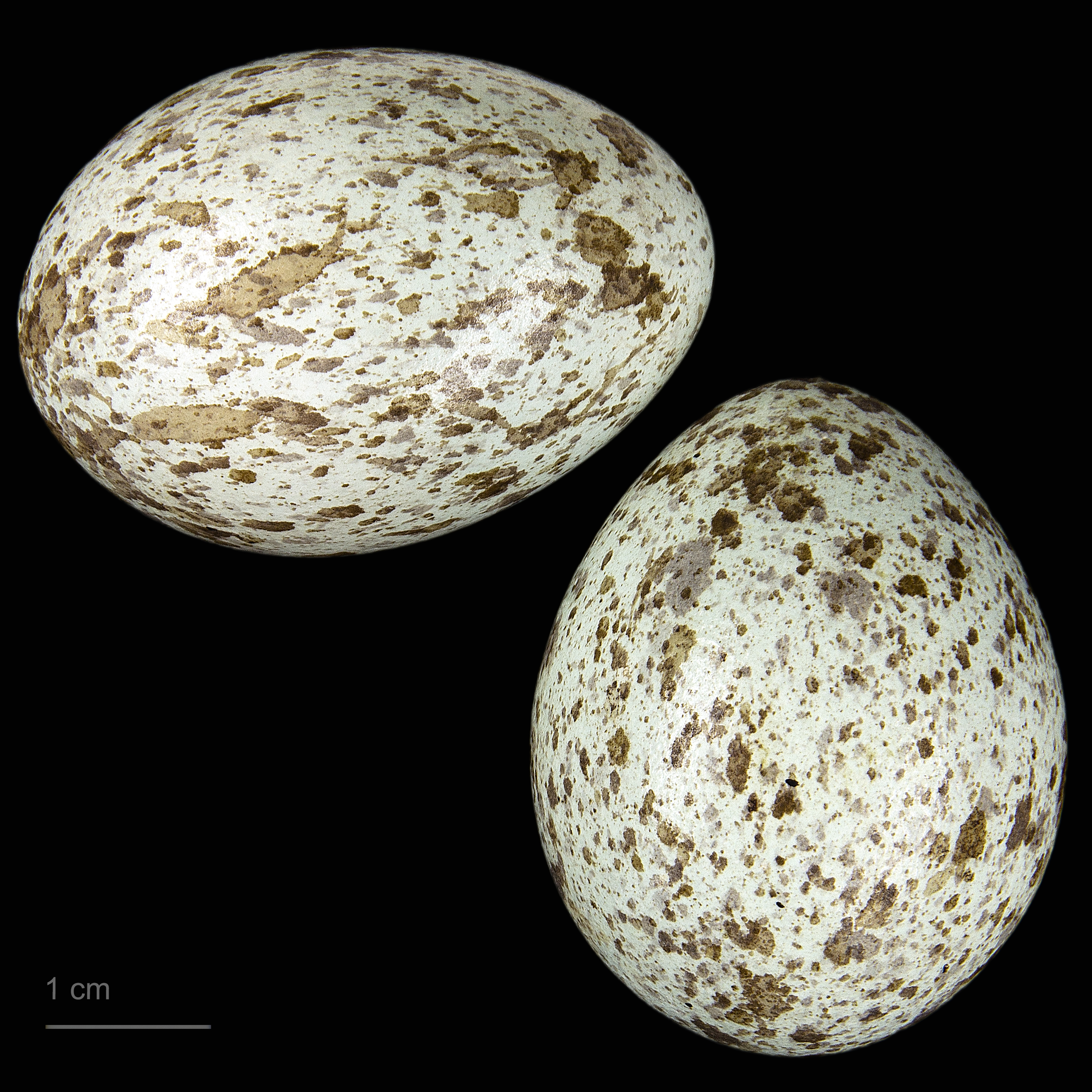
Corvus macrorhynchos

Boet av kvistar placeras högt upp i ett träd, helst en hög tall eller gran. Däri lägger den normalt tre till fem ägg som ruvas i 17–19 dagar, varefter ungarna är flygga efter ytterligare 35 dagar.

## Status och hot
Arten har ett stort utbredningsområde, men tros minska i antal, dock inte tillräckligt kraftigt för att den ska betraktas som hotad. Internationella naturvårdsunionen IUCN listar arten som livskraftig (LC).  Notera dock att IUCN inkluderar filippinkråka (C. philippinus) i arten.